# Maximilien de Théveste
Pour les articles homonymes, voir Maximilien.
Saint Maximilien (en latin : Sanctus Maximilianus), né en 273 et mort en 295 ap. J.-C., est un jeune chrétien et martyr berbère qui refusa de servir dans l'armée pendant l'occupation romaine en Numidie.
En l’an 295, Maximilianus a été appelé à servir dans les légions romaines à l’âge de 21 ans, en tant que fils d’un ancien soldat dans l'armée romaine. Il aurait toutefois déclaré au proconsul Dion Cassius que ses convictions religieuses lui interdisaient de porter les armes. Comme il persistait dans son refus, le proconsul le fit décapiter. Il est reconnu comme martyr par l'Église sous le nom Sanctus Maximilianus et considéré comme le premier objecteur de conscience de l'histoire. Il est fêté le 12 mars.

## Histoire
Maximilianus serait né fin novembre 273, originaire de Theveste (aujourd'hui Tébessa) dans la province romaine de Numidie (correspondant à la partie orientale de l'Algérie actuelle), déjà annexée par Rome depuis quatre siècles. Son père, un chrétien nommé Fabius Victor, est un ancien soldat enrôlé dans l'armée romaine.

### Contexte
L'empereur Dioclétien, qui venait de rétablir l'administration dans les possessions de Rome en Numidie, décida de fortifier le civisme par le retour aux religions nationales et de supprimer les religions inassimilables, combattait le platonisme, le manichéisme, le judaïsme apocalyptique et de façon brutale le christianisme. il promulgua quatre édits  très sévères : destruction des églises, confiscation des livres saints et emprisonnement des évêques. « La Grande persécution » toucha des milliers de chrétiens.
Il procède au renforcement de l'armée d'occupation en Numidie, qui a déjà perdu sa souplesse et sa vigueur passées, et qui n'a plus la combativité nécessaire pour maintenir l'ordre dans un pays sans cesse agité. Les engagements volontaires n'assurant plus le recrutement, il faut contraindre les propriétaires à fournir des recrues, qu'ils prélèvent sur leurs paysans indigènes.
Dioclétien révoque le christianisme et impose dans l'armée le culte de sa divinité, non seulement aux officiers supérieurs, mais aux officiers subalternes et aux soldats. L'idolâtrie devenant obligatoire dans l'armée, l'Église, surtout en Numidie redevient antimilitariste. Elle revient sur les concessions qu'elle a dû faire avec l'État au siècle précédent en admettant le meurtre sous sa forme militaire et patriotique, encourageant les désobéissances et les désertions de légionnaires. Les années qui suivent la grande persécution, les désertions se multiplient.

### Jugement et condamnation à mort du jeune Maximilianus
En 295, le proconsul Dion Cassius procède à Théveste aux enrôlements. Fabius Victor, le père de Maximilianus, préposé à la levée des nouvelles recrues, amène son fils
parvenu à l’âge prescrit par la loi pour servir dans l'armée romaine, le jeune conscrit se récuse en proclamant « Je ne puis servir, je ne puis faire le mal, je suis chrétien ». Maximilianus se veut soldat du Christ et refuse de porter au cou la médaille à l'effigie de l'empereur Dioclétien, obligatoire à tous les conscrits. Arrêté et emprisonné comme réfractaire, il est jugé sur le forum. Aux questions du proconsul lui demandant les raisons qu'il oppose au service militaire, Maximilianus répond, avec grande simplicité et fermeté, qu’en conscience il ne pense pas que l’Évangile soit compatible avec l’exercice de quelque forme de violence que ce soit. Le proconsul lui répond : « Sers dans l’armée si tu ne veux pas mourir ». Et Maximilianus s'obstine : « Je ne sers pas, tranche-moi la tête, je ne milite pas dans l’armée de ce monde, mais dans celle de mon Dieu ». Par crainte qu’une telle attitude se répande parmi les chrétiens, désormais nombreux dans l’Empire, le proconsul le condamne à mort, et il est décapité à Théveste, le 12 mars 295.
Une matrone convertie, nommée Pompeiana, obtient du juge le corps du martyr. Elle le prend dans une litière, le transporte à Carthage et l’enterre non loin du palais, sous un monticule auprès du saint Cyprien de Carthage. Treize jours plus tard, Pompeiana meurt, et est ensevelie dans le même lieu.
Maximilien de Théveste est reconnu comme martyr par l'Église sous le nom Sanctus Maximilianus. Il est commémoré le 12 mars selon le Martyrologe romain. Une autre martyre est liée à Théveste, sainte Crispine, qui est fêtée le 5 décembre.

## Postérité
Pendant la guerre du Viet Nam, un groupe de clercs pacifistes et antimilitaristes américains opposés à la guerre, ont baptisé leur groupe du nom du martyr Maximilien : (en) Order of Maximilian.